# Mysidia pseudonebulosa
Mysidia pseudonebulosa är en insektsart som beskrevs av Frederick Arthur Godfrey Muir 1918. Mysidia pseudonebulosa ingår i släktet Mysidia och familjen Derbidae. Inga underarter finns listade i Catalogue of Life.